# Konstantína Pantazí
Konstantína Pantazí (grec moderne : Κωνσταντίνα Πανταζή), née le 13 janvier 1943, est une femme politique grecque.
Membre du Mouvement socialiste panhellénique, elle siège au Parlement européen de 1981 à 1989.